# 녹섬석

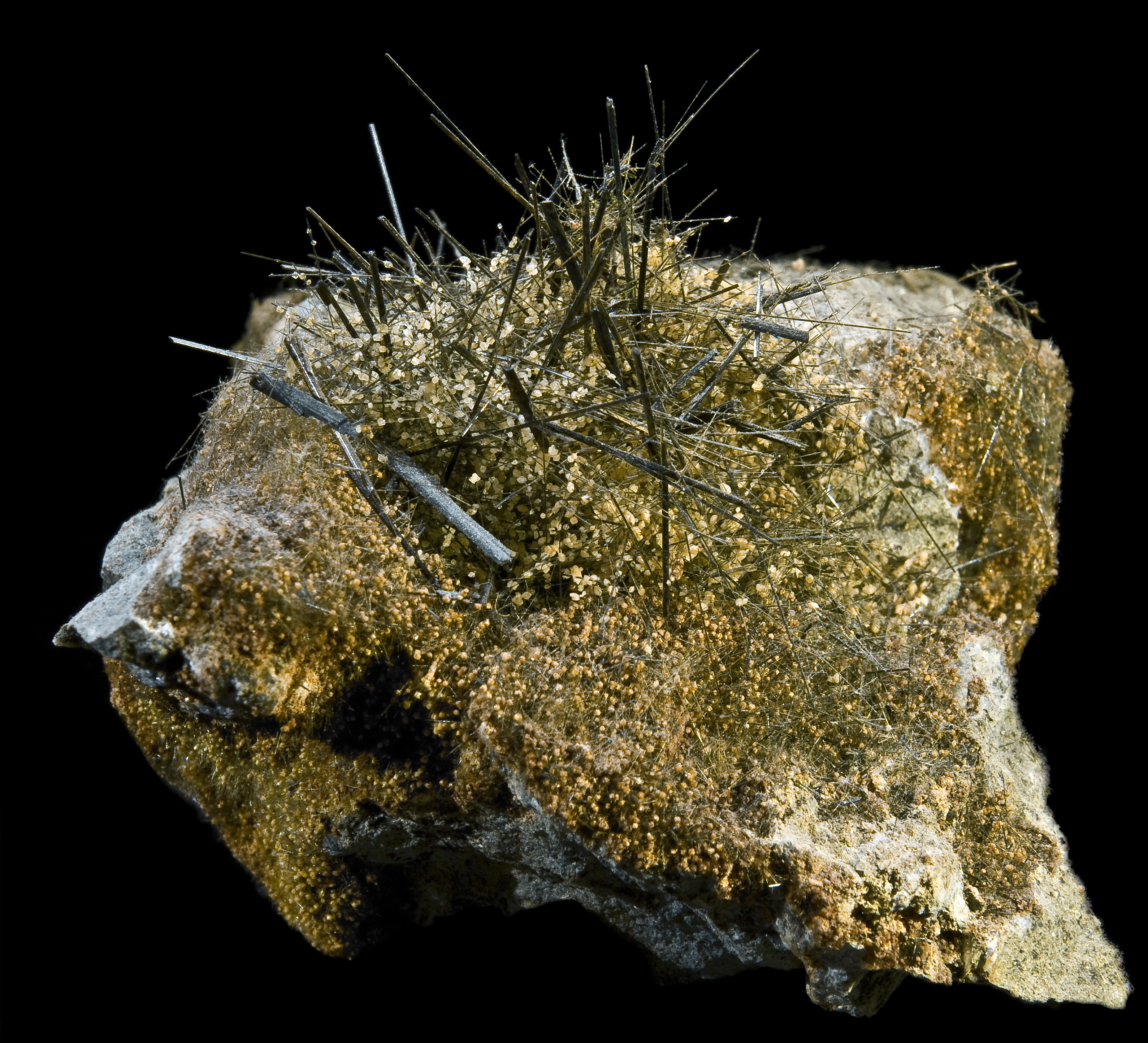

녹섬석(綠閃石, Actinolite)은 화학식 Ca2(Mg4.5-2.5Fe2+0.5-2.5)Si8O22(OH)2을 갖는 각섬석 규산염 광물이다. 양기석(陽起石), 투철섬석(透鐵閃石)으로도 부른다.
녹섬석의 영단어 Actinolite는 광선을 뜻하는 그리스어 낱말 aktis에서 기원하며 이는 광물의 광선같은 성질에 기인한다.
일부 변성암에서 흔히 발견되며 마그네슘이 풍부한 석회암의 변성 작용의 산물로서도 발생한다.

## 보석
일부 형태는 보석으로 사용된다. 하나는 두 유형의 비취 중 하나인 연옥 (광물)이며 다른 하나는 변채이다.

## 같이 보기
- 광물 목록

## 참고 자료
- Hurlbut, Cornelius S.; Klein, Cornelis, 1985, Manual of Mineralogy, 20th ed., John Wiley and Sons, New York ISBN 0-471-80580-7